# Shek Cheuk-ying
Shek Cheuk-ying (chinesisch 石卓盈; * 5. April 2005 in Hongkong) ist eine Tennisspielerin aus Hongkong.

## Karriere
Shek spielt überwiegend Turniere auf der ITF Women’s World Tennis Tour, wo sie bislang einen Doppeltitel gewonnen hat.

### College Tennis
Seit 2023 spielt sie für das Damentennisteam der Spartans  der San José State University.

## Turniersiege

### Doppel
| Nr. | Datum        | Turnier  | Kategorie | Belag     | Partnerin  | Finalgegnerinnen            | Ergebnis |
| --- | ------------ | -------- | --------- | --------- | ---------- | --------------------------- | -------- |
| 1.  | 5. Juli 2025 | Hongkong | ITF W15   | Hartplatz | Zhang Ying | Jeong Bo-young Tian Fangran | 6:1, 6:1 |